# 1940-ві у відеоіграх
1940-ві роки були періодом, коли з'явилися перші форми відеоігор.

## Загальний огляд
Виникненню відеоігор передував розвиток програмованих комп'ютерів для військових цілей. Їх пізнішому виникненню як виду розваг сприяв розвиток телебачення. Хоча воно існувало ще до Другої світової війни, конфлікт змусив виробників відмовитися від виробництва телевізорів на користь дисплеїв для радарів і іншого устаткування для збройних сил.
14 лютого 1946 року, через пів року після капітуляції Японії у Другій світовій війні, в Пенсильванському університеті США було створено Electronic Numerical Integrator and Computer (ENIAC). Його призначенням був розрахунок таблиць стрільби з різних видів зброї різними боєприпасами.
Вершиною розвитку комп'ютерів мислилося створення штучного інтелекту. Британський математик Алан Тьюрінг і американський інженер і математик Клод Шеннон розглядали штучний інтелект як остаточну мету комп'ютерних досліджень, і обидва вважали, що перемога комп'ютера над людиною в шаховій партії стане важливим кроком до втілення цієї мрії. Шахи було обрано як найбільш прийнятну гру, оскільки вона має прості правила, і при цьому величезну кількість варіантів партій. Оцінювалося, що навіть якщо комп'ютер зможе грати мільйон шахових партій кожну секунду, йому буде потрібно 10108 років для того, для прямого перебору всіх можливих варіантів. Тому комп'ютер, який зможе перемогти досвідченого гравця в шахи, буде в змозі передбачити ходи суперника у війні та з випередженням реагувати на них. У 1947 році Тьюрінг написав першу в світі теоретичну програму для гри в шахи на комп'ютері, однак тодішні комп'ютери не мали достатньої потужності для її реалізації. Томас Т. Голдсміт-молодший і Естл Рей Манн 1948 року запатентували Cathode Ray Tube Amusement Device з електронно-променевою трубкою, на якому симулювався політ ракети до вказаної цілі.
У 1949 в Кембриджському університеті Морісом Вілксом було сконструйовано Electronic Delay Storage Automatic Computer (EDSAC), комп'ютер, в пам'ять якого можна було довільно додавати і видаляти інформацію. Пізніше на ньому реалізовувалися деякі математичні ігри.

## Головні події
У 1940-их роках відеоігри почали зароджуватися.
- На Всесвітній виставці 1939-1940 в Нью-Йорку вперше продемонстровано Nimatron — комп'ютерну ігрову електронно-релейну машину для гри в нім, розроблену американським фізиком Едвардом Кондоном[en][1].
- Томас Т. Голдсміт Молодший і Істл Рей Ман створили найпершу з відомих інтерактивних електронних ігор на електронно-променевій трубці — Cathode Ray Tube Amusement Device. Патент подано 25 січня 1947 року і отримано 14 грудня 1948. Для керування електронним пучком ЕПТ і положенням точок на екрані використано аналогові, а не  цифрові ланцюги. Для прицілювання використано екранні накладки, оскільки «вималювати» це графікчними засобами на той час було неможливо.
- Алан Т'юринг і його колега Д. Г. Чемпернаун написали алгоритм шахової гри. У той час не було комп'ютера з достатньою потужністю, для запуску цього алгоритму. Алгоритм виграв і програв один раз.

## Зноски
1. ↑  Peddie, 2013, с. 80.